# Rut Brandt

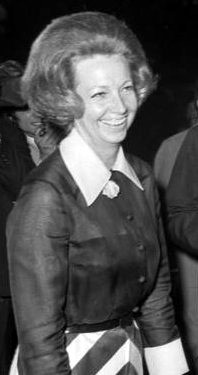
Rut Brandt, 1970

Rut Brandt (* 10. Januar 1920 in Hamar, Norwegen; † 28. Juli 2006 in Berlin, geborene Rut Hansen, verwitwete Rut Bergaust) war eine norwegisch-deutsche Autorin, Kulturvermittlerin und die zweite Ehefrau des deutschen Bundeskanzlers Willy Brandt.

## Leben
Sie wuchs als drittälteste der vier Schwestern Hjørdis, Tulla, Rut und Olaug auf. Ihr Vater Andreas Hansen, der als Privatchauffeur auf dem Gut Adlungstad in Stange beschäftigt war, starb, als Rut drei Jahre alt war. Ihre Mutter, die von ihr später als Sozialistin und Christin beschrieben wurde, musste nach dem Tod ihres Mannes den Unterhalt der Familie verdienen. Sie zogen nach Kapp auf der anderen Seite des Mjøsa, wo ihre Mutter in einer Milchfabrik Arbeit fand, und einige Jahre später, als Rut sieben Jahre alt war und die Milchfabrik verlagert wurde, wieder zurück, in die Nähe von Hamar. Nach der Schulzeit wurde die 15-jährige Rut Verkäuferin in einer Bäckerei, dann Hausmädchen und schließlich Schneiderlehrling.
Als 16-Jährige trat Rut Hansen, die sich selbst später als „geborene Sozialistin“ bezeichnete, einer sozialistischen Jugendgruppe bei. Die Gruppe engagierte sich bereits gegen den für Europa bedrohlichen Faschismus, als dieser von Norwegen noch weit entfernt war. Vier Jahre später wurde die Gruppe nach der unerwarteten deutschen Besetzung Norwegens 1940 verboten. Privat trafen sich ihre Mitglieder trotzdem weiterhin und informierten sich durch regelmäßiges Abhören der norwegischen Nachrichten der BBC – auch dann noch, nachdem der Besitz von Radios verboten worden war. Die Gruppe gab etwa ein halbes Jahr lang die illegale Zeitung „Radionytt – H7“ heraus, die mit einer Auflage zwischen 1000 und 3000 Exemplaren erschien, durch Eisenbahner und über zuverlässige Kontakte verteilt wurde und die Norweger mit politisch wesentlichen Nachrichten versorgte. Dadurch wurde Rut Hansen Teil des norwegischen Widerstands gegen die deutschen Besatzer.
Als die Gruppe im Sommer 1942 aufflog, floh Rut mit ihrer zwei Jahre älteren Schwester Tulla nach Schweden. Dort traf sie ihren Freund wieder, den ebenfalls im norwegischen Widerstand tätigen Eisenbahner Ole Olstadt Bergaust, den sie Brum nannte und im Herbst 1942 im Exil in Stockholm heiratete. Beide wurden beim Pressebüro der norwegischen Botschaft angestellt. Brum war kräftig durch viel Sport, aber er litt an einem zunächst als harmlos eingeschätzten „hartnäckigen Raucherhusten“. Er wurde bald darauf krank und mehrmals an der Lunge operiert. 1946 starb er schließlich an seiner Lungenkrankheit.
Den aus Lübeck emigrierten Willy Brandt, den sie zum ersten Mal bei ihrer Hochzeit 1942 gesehen hatte, lernte Rut Bergaust 1944 näher kennen. Obwohl beide noch verheiratet waren, verband sie bald eine feste Beziehung. 1947 folgte sie Willy Brandt an die Norwegische Militärmission nach Berlin, wo sie als seine Sekretärin arbeitete. Rut Bergaust trug den Rang eines Leutnants. Sie gab Ende 1947 ihre Stellung an der Militärmission auf, nachdem Brandt dies bereits getan hatte.
Nach dem Tod ihres Mannes und Brandts Scheidung 1948 heirateten die beiden noch im selben Jahr. Die Trauung vollzog ein norwegischer Militärgeistlicher, der von seiner Einheit im Harz nach Berlin kam. Da ihr Mann bürgerlich noch Herbert Frahm hieß, trug sie bis 1949 den Namen Rut Frahm. Aus der Ehe gingen drei Söhne hervor: Peter (* 1948), Lars (* 1951) und Matthias Brandt (* 1961). Auch wenn sich Rut Brandt den „klassischen Tätigkeiten“ einer Politikergattin widmete, so sind politische Weggefährten und Beobachter sich einig, dass Willy Brandt seine politische Karriere ohne Rut an seiner Seite nicht hätte machen können. Dem Politiker stand mit ihr eine Frau zur Seite, die ihm durch ihre offene, kommunikative Art viele Sympathien einbrachte und oftmals als „Sprachrohr“ fungierte. Ihrem Wirken wird zugeschrieben, dass für Willy Brandt politische Gesprächspartner zu Freunden wurden.
In den Jahren nach Brandts Rücktritt als Bundeskanzler lebten sich die beiden auseinander. Als Rut im Frühjahr 1979 von der Beziehung ihres Mannes zu seiner späteren Frau Brigitte Seebacher erfuhr, trennte sie sich von ihm und reichte die Scheidung ein. Am 16. Dezember 1980, dem Tag der Scheidung, begegneten sie sich zum letzten Mal.

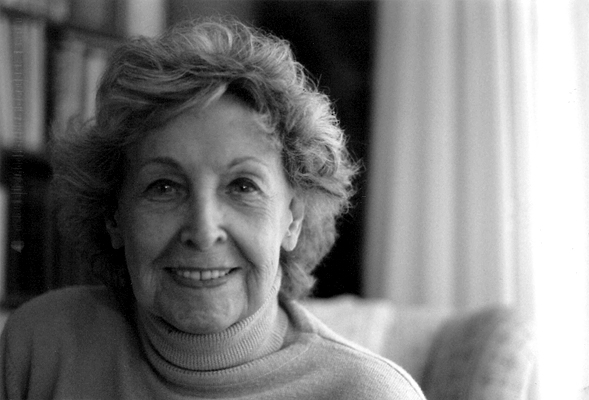
Rut Brandt

Rut Brandt blieb auch nach der Trennung von Brandt im gesellschaftlichen Leben der damaligen Bundeshauptstadt Bonn präsent, was dokumentiert, dass die ihr entgegengebrachte Zuneigung nicht allein von der gesellschaftlichen Stellung Brandts herrührte. Ab 1982 war der dänische Journalist Niels Nørlund (1924–2004) ihr Lebensgefährte. Als sie 1992 ihre Lebenserinnerungen unter dem Titel „Freundesland“ veröffentlichte, lebte sie mit Nørlund in Roisdorf bei Bonn.
Nach Willy Brandts Tod im Oktober 1992 nahm Rut Brandt nicht am Staatsakt und der Beisetzung teil. Sie war nicht eingeladen worden. Nach Aussagen ihres Sohnes Peter (aus Anlass des 100. Geburtstages von Willy Brandt) entsprach dies den Wünschen seines Vaters. Seine Mutter habe ihm gegenüber aber geäußert, dass sie auch bei einer Einladung nicht teilgenommen hätte: „Sie war ja nicht blöd. Das wäre ja das gefundene Fressen gewesen für die Medien. […] die beiden Witwen.“ Trotzdem hätte sie gerne eine Einladung erhalten, sei aber dann am nächsten Tag zum Grab gegangen, um sich auf ihre Weise zu verabschieden. Vielfach wurde in den Jahren nach Brandts Tod in der Öffentlichkeit kolportiert, dass Brandts dritte Ehefrau Brigitte Seebacher-Brandt eine explizite Ausladung von Rut Brandt betrieben habe, wofür es aber keine eindeutigen Belege gibt. Egon Bahr berichtet in der Zeit Nr. 47 vom 14. November 2013 auf Seite 16 des Dossiers über Willy Brandt:

„Nach Willys Tod am 8. Oktober 1992 wurde ich vom Protokollchef des Kanzleramtes angerufen. Er sagte: ‚Wir haben ein Problem: Wir wissen nicht, wie wir beim Staatsakt Rut Brandt behandeln sollen.‘ Darauf antwortete ich: Ich werde versuchen, das herauszufinden. Ich rief Rut an und begann zu stottern. Sie lachte und sagte: ‚Ich kann mir genau vorstellen, weshalb du anrufst. Aber ihr könnt beruhigt sein. Ich bin nicht seine Witwe. Ich werde die Gelegenheit nutzen Willy zu besuchen, wenn alles vorbei ist.‘ Das Protokoll war erleichtert, und es war kein Thema mehr. Das Gerücht, dass Brigitte Seebacher-Brandt Rut ausgeladen hat, ist falsch.“

Im August 2014 hat Bahr diese Richtigstellung dem stellvertretenden Vorsitzenden und dem Geschäftsführer der Bürgerstiftung Unkel gegenüber erneut bekräftigt.

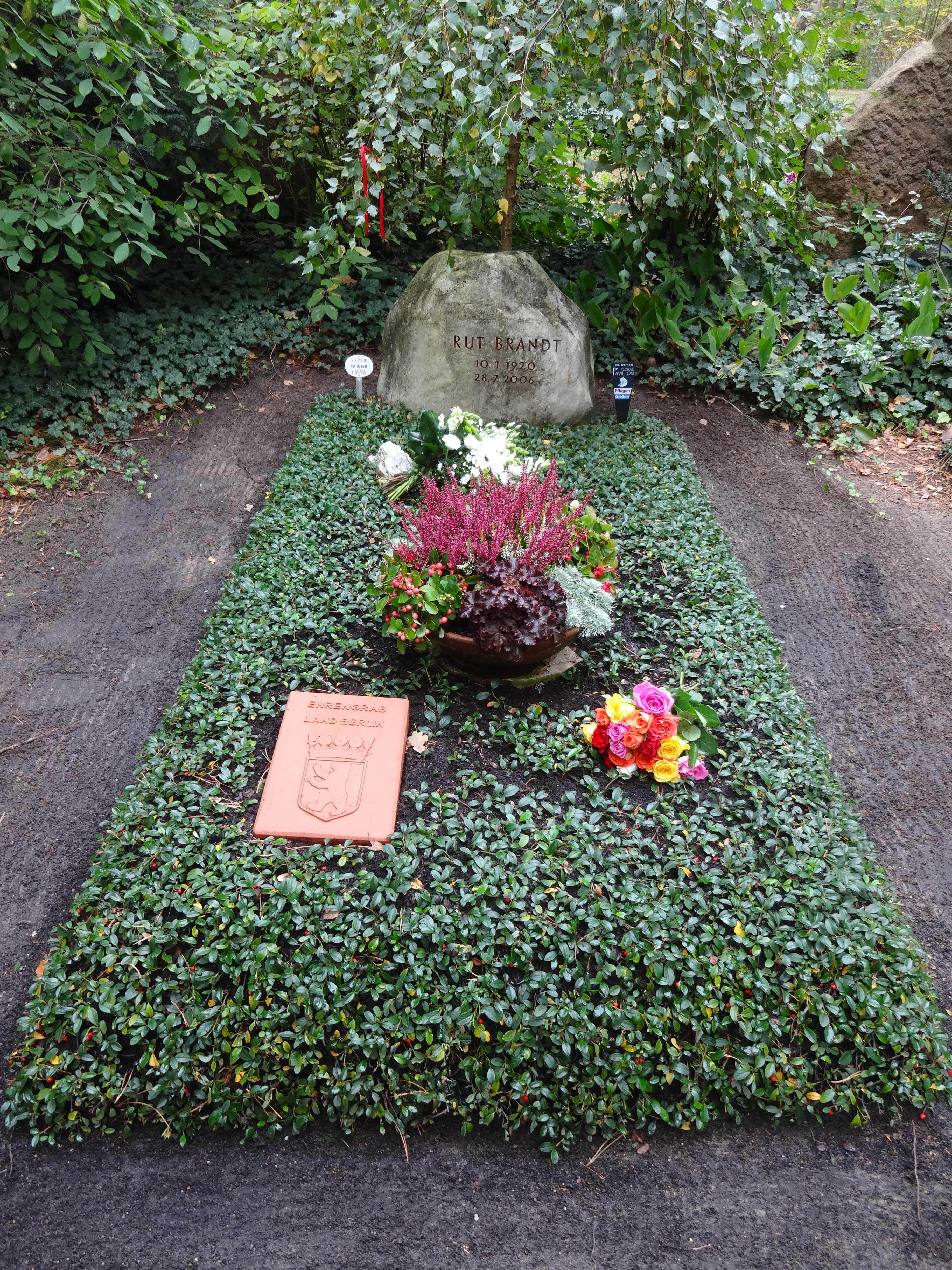
Grabstätte

Rut Brandt zog 2004 in ein Altenheim in Berlin und verstarb 2006 nach längerer Krankheit im Alter von 86 Jahren. Sie wurde auf dem Waldfriedhof Berlin-Zehlendorf beigesetzt, wo sich auch Willy Brandts Grab befindet. Das Grab ist seit dem 12. Juli 2016 als Ehrengrab des Landes Berlin gewidmet.
Über ihr Verhältnis zu ihrem Geburtsland Norwegen und zu Deutschland, wo sie den größten Teil ihres Erwachsenenlebens verbrachte und wo ihre Söhne geboren wurden, sagte sie:

„Ich fühle mich nicht zwischen Norwegen und Deutschland gespalten. Ich bin hier wie dort zuhause, und lebe in beiden Sprachen. Kenne ich Norwegen mit der Vertrautheit der Kindheit, habe ich mit Deutschland gelebt und gestritten und gelitten alle meine erwachsenen Jahre.“

## Auszeichnungen
- 1993: Berliner Bär (B.Z.-Kulturpreis)
- 2001: Norwegischer Verdienstorden

## Werke
- Freundesland. Erinnerungen. Hoffmann und Campe, Hamburg 1992, ISBN 3-455-08443-5. (Rut Brandts Autobiographie, zugl. Biographie von Willy Brandt für den Zeitraum 1944–1974)
- Wer an wen sein Herz verlor. Begegnungen und Erlebnisse. 1. Aufl., List Verl., München 2003 (= List-Taschenbuch, 60348), ISBN 3-548-60348-3.